# كريستينا كوكوفا
كريستينا كوكوفا (بالسلوفاكية: Kristína Kučová)‏ مواليد 23 مايو 1990 في براتيسلافا، هي لاعبة كرة مضرب سلوفاكية بدأت مسيرتها كمحترفة سنة 2007 تلعب باليد اليمنى وتحتل حالياً المرتبة 140 (8 فبراير 2016) في تصنيف رابطة محترفات كرة المضرب. هي إحدى بطلات الجراند سلام حيث فازت بلقب فردي الفتيات في بطولة أمريكا المفتوحة سنة 2007. مثل بلدها في كأس فيد. أعلى تصنيف لها كان 103.

## روابط خارجية
- كريستينا كوكوفا على موقع رابطة محترفات التنس (الإنجليزية)
- كريستينا كوكوفا على موقع الاتحاد الدولي لكرة المضرب (الإنجليزية)
- كريستينا كوكوفا على موقع كأس بيلي جين كينغ (الإنجليزية)
- كريستينا كوكوفا على موقع بطولة ويمبلدون (الإنجليزية)
- كريستينا كوكوفا على موقع خلاصة التنس.كوم (الإنجليزية)